# Unión del Pueblo Ruso

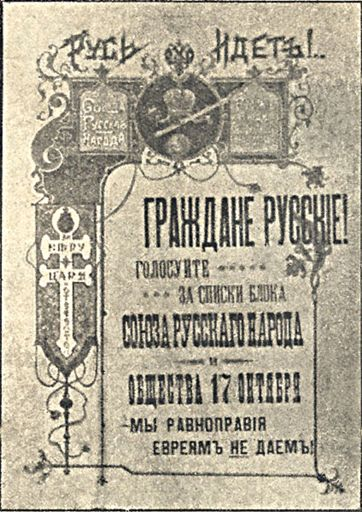
Cartel conjunto de la Unión del Pueblo Ruso y la Unión del 17 de Octubre.

La Unión del Pueblo Ruso (en ruso: Союз русского народа, romanizado: Soyuz rússkogo naroda) fue una organización política rusa de derecha radical de ideología reaccionaria y antisemita, vinculada al movimiento de las Centurias Negras.

## Historia
Fundada el 22 de octubre de 1905 en el contexto del surgimiento de una nueva derecha rusa tras la Revolución de 1905 y liderada en un primer momento por Aleksandr Dubrovin, se convirtió rápidamente en la fuerza mejor organizada de la derecha política, alcanzando un tope de 350 000 miembros. Hacia 1908 empezaría a sufrir varias escisiones.

## Ideología
Presentaba una ideología antisemita —llegando a planificar varios asesinatos de políticos judíos—, reaccionaria y consagrada al mantenimiento del zarismo. En lo relativo a su adscripción al fascismo, aunque ha llegado a ser considerada un caso de primer fascismo ruso, la organización fue calificada por Hans Rogger como no-fascista o, «como mucho», protofascista. G. Payne a su vez señala que la UPR aglutinaba monarquismo autoritario, un corporativismo superficial, una tímida movilización de masas y reforma social y el uso de organizaciones violentas como las Centurias Negras.